# Harold Muller
Pour les articles homonymes, voir Muller.
Harold Powers « Brick » Muller (né le 12 juin 1901 à Dunsmuir et décédé le 17 mai 1962 à Berkeley) est un athlète américain spécialiste du saut en hauteur. Il joua également une saison, en 1926, aux Los Angeles Buccaneers. Affilié au Olympic Club San Francisco puis au California Golden Bears lors de sa carrière d'athlète, il mesurait 1,85 m pour 86 kg.

## Biographie

### Palmarès
| Date | Compétition           | Lieu   | Résultat | Performance |
| ---- | --------------------- | ------ | -------- | ----------- |
| 1920 | Jeux olympiques d'été | Anvers | 2e       | 1,900 m     |

### Records
| Épreuve          | Performance | Lieu     | Date         |
| ---------------- | ----------- | -------- | ------------ |
| Saut en longueur | 7,22 m      | Chicago  | 17 juin 1922 |
| Saut en hauteur  | 1,93 m      | Berkeley | 14 mai 1921  |